# María Rodríguez Soto
María Rodríguez Soto   (Barcelona, 26 de setembre de 1986) és una actriu de cinema i de televisió barcelonina. S'ha llicenciat en art dramàtic a l'Institut del Teatre de Barcelona i ha fet diversos cursos al Col·legi del Teatre, a l'Escola Timbal i al Conservatori Superior de Música del Liceu.
Va començar fent teatre el 2003 amb Las niñas tontas no juegan solas de Toni Carrizosa i el 2006 amb Un quart de quatre de matinada de Marc Artigau i Queralt. Des del 2012 va alternar la carrera teatral amb la televisió, quan va debutar a la sèrie Kubala, Moreno i Manchón, de TV3, i a la pel·lícula Animals de Marçal Forés. A televisió ha treballat fonamentalment a sèries de TV3, tot i que també ha aparegut en petits papers de sèries espanyoles d'èxit com El tiempo entre costuras i El ministerio del tiempo, on interpreta Enriqueta Martí.
Parella del també actor català David Verdaguer, el seu embaràs fou aprofitat com a circumstància en el rodatge d'Els dies que vindran (2019), paper pel qual va guanyar el Gaudí a la millor actriu, la Bisnaga de Plata a la millor actriu al Festival de Màlaga de 2019 i el premi a la millor actriu al Festival de Cinema d'Espanya de Tolosa de Llenguadoc.
Pels seus papers a Mamífera i Casa en flames, Maria Rodríguez va obtenir el 2024 el Premi Ciutat de Barcelona en la categoria Audiovisual.

## Cinema
- Animals (2012) de Marçal Forés
- 100 metres (2015) de Marcel Barrena
- Els dies que vindran (2019) de Carlos Marques-Marcet
- La hija de un ladrón (2019) de Belén Funes
- El practicante (2020) de Carles Torras
- Mamífera (2024) de Liliana Torres
- Casa en flames (2024) de Dani de la Orden

## Televisió
- Kubala, Moreno i Manchón (2012)
- El tiempo entre costuras (2014)
- El Cafè de la Marina (telefilm, 2014)
- 13 dies d'octubre (telefilm, 2015)
- El ministerio del tiempo (2016)
- Benvinguts a la família (2018)
- Les molèsties (2017-2020)
- Com si fos ahir (2017-2020)

## Teatre
- Las niñas tontas no juegan solas (2003) de Toni Carrizosa, ESCAC.
- Un quart de quatre de matinada (2006) de Marc Artigau i Queralt, Institut del Teatre.
- Camí de Damasc (2007) d'August Strindberg. Dir. Teresa Vilardell.
- Zoraida o Isabella. Comedia dell'Arte (2007) Dir. Asun Planas.
- Vides privades (2008) de Noël Coward. Versió i direcció de Jordi Prat i Coll. Sala La Planeta
- La festa (2009) de Jordi Prat i Coll, Casino de Girona
- El día antes de la Flor (2009) de Pablo Rosal
- La marca preferida de las hermanas Clausman (2010) de Victoria Szpunberg. Dir. Glòria Balañà. Teatre Tantarantana.
- Mathilde (2010) de Veronique Olmi. Dir. Gerard Iravedra.
- La gavina (2010) d'Anton Txèkhov. Versió de Martin Crimp. Dir. David Selvas. CAER-Bitò Produccions. La Villarroel. Grec 2010;
- Misteri de dolor (2010) d'Adrià Gual. Teatre Nacional de Catalunya[10]